# Liste deutschsprachiger Lyriker des 21. Jahrhunderts
Diese Seite listet noch lebende oder im 21. Jahrhundert verstorbene deutschsprachige Schriftsteller auf, in deren Werk Lyrik eine qualitativ oder quantitativ bedeutende Rolle spielt.

## Liste

### A
- Friedrich Achleitner (1930–2019)
- Gerd Adloff (* 1952)
- Kurt Aebli (* 1955)
- Ilse Aichinger (1921–2016)
- Christoph Wilhelm Aigner (* 1954)
- Elisabeth Alexander (1922–2009)
- Gabrielle Alioth (* 1955)
- Urs Allemann (1948–2024)
- Andreas Altmann (* 1963)
- Katja Alves (* 1961)
- Klaus Anders (* 1952)
- Richard Anders (1928–2012)
- Sascha Anderson (* 1953)
- Friedrich Ani (* 1959)
- Jochen Arlt (* 1948)
- Arnfrid Astel (1933–2018)

### B
- Wolfgang Bächler (1925–2007)
- Ulrike Bail (* 1960)
- Kurt Bartsch (1937–2010)
- Wilhelm Bartsch (* 1950)
- Michael Basse (* 1957)
- Wolfgang Bauer (1941–2005)
- Jürgen Becker (1932–2024)
- Kerstin Becker (* 1969)
- Reinhard Paul Becker (1928–2006)
- Uli Becker (* 1953)
- Ulrich Johannes Beil (* 1957)
- Wolfgang Berends (* 1966)
- Ulrich Berkes (1936–2022)
- Alexandra Bernhardt (* 1974)
- Werner Bernreuther (1941–2024)
- F. W. Bernstein (1938–2018)
- Marcel Beyer (* 1965)
- Peter Biele (1931–2021)
- Wolf Biermann (* 1936)
- Horst Bingel (1933–2008)
- Wolfgang Bittner (* 1941)
- Nico Bleutge (* 1972)
- Ernst Günther Bleisch (1914–2003)
- Thomas Böhme (* 1955)
- Gabriele Böhning (* 1948)
- Elisabeth Borchers (1926–2013)
- Kay Borowsky (* 1943)
- Nora Bossong (* 1982)
- Annemarie Bostroem (1922–2015)
- Bastian Böttcher (* 1974)
- Thomas Brasch (1945–2001)
- Volker Braun (* 1939)
- Beat Brechbühl (* 1939)
- Markus Breidenich (* 1972)
- Theo Breuer (* 1956)
- Yevgeniy Breyger (* 1989)
- Hartmut Brie (* 1943)
- Hans Georg Bulla (* 1949)
- Alexandru Bulucz (* 1987)
- Erika Burkart (1922–2010)
- Michael Buselmeier (* 1938)
- Matthias Buth (* 1951)
- Georg Bydlinski (* 1956)

### C
- Paul-Henri Campbell (* 1982)
- Safiye Can (* 1977)
- Siegfried Carl (* 1951)
- Ernesto Castillo (* 1970)
- Manfred Chobot (* 1947)
- Hanns Cibulka (1920–2004)
- Zehra Çirak (* 1960)
- Uwe Claus (* 1960)
- Mara-Daria Cojocaru (* 1980)
- Gerd Constapel (* 1938)
- Ann Cotten (* 1982)
- Heinz Czechowski (1935–2009)
- Franz Josef Czernin (* 1952)

### D
- Lydia Daher (* 1980)
- Edwin Wolfram Dahl (1928–2015)
- Christoph Danne (* 1976)
- Daniela Danz (* 1976)
- Dirk Dasenbrock (1954–2021)
- Franz Josef Degenhardt (1931–2011)
- Günther Deicke (1922–2006)
- Friedrich Christian Delius (1943–2022)
- Klaus Demus (1927–2023)
- Fritz Deppert (* 1932)
- Uwe Dick (* 1942)
- Rainer Dimmler (1951–2018)
- Hugo Dittberner (* 1944)
- Hans Otfried Dittmer (1952–2018)
- Reinhard Döhl (1934–2004)
- Róža Domašcyna (* 1951)
- Dominik Dombrowski (* 1964)
- Hilde Domin (1909–2006)
- Michael Donhauser (* 1956)
- Stefan Döring (* 1954)
- Richard Dove (* 1954)
- Ulrike Draesner (* 1962)
- Kurt Drawert (* 1956)
- Alex Dreppec (* 1968)
- Ingeborg Drews (1938–2019)
- Tanja Dückers (* 1968)
- Anne Duden (* 1942)
- Werner Dürrson (1932–2008)
- Karen Duve (* 1961)

### E
- Jörn Ebeling (1939–2006)
- Gabriele Eckart (* 1954)
- Hans Eichhorn (1956–2020)
- Adolf Endler (1930–2009)
- Ria Endres (* 1946)
- Hans Magnus Enzensberger (1929–2022)
- Manfred Enzensperger (* 1952)
- Elke Erb (1938–2024)
- Ute Erb (* 1940)
- Bernd Ernst (* 1969)
- Peter Ettl (* 1954)
- Evert Everts (* 1941)
- Richard Exner (1929–2008)

### F
- Daniel Falb (* 1977)
- Gerhard Falkner (* 1951)
- Nico Feiden (* 1993)
- Karin Fellner (* 1970)
- Ludwig Fels (1946–2021)
- Christian Filips (* 1981)
- Michael Franz (* 1937)
- Franzobel (* 1967)
- Walter Helmut Fritz (1929–2010)
- David Fuchs (* 1981)
- Christian Futscher (* 1960)

### G
- Martin Ganter (* 1943)
- Tuncay Gary (* 1971)
- Sylvia Geist (* 1963)
- Hortense von Gelmini (* 1947)
- Wilhelm J. Gerhards (* 1943)
- Harald Gerlach (1940–2001)
- Robert Gernhardt (1937–2006)
- Elfriede Gerstl (1932–2009)
- Anke Glasmacher (* 1969)
- Eugen Gomringer (* 1925)
- Peter Gosse (* 1938)
- Sabine Göttel (* 1961)
- K. O. Götz (1914–2017)
- Dieter M. Gräf (* 1960)
- Günter Grass (1927–2015)
- Christiane Grosz (1944–2021)
- Sabine Gruber (* 1963)
- Durs Grünbein (* 1962)
- Ralph Grüneberger (* 1951)
- Uwe Grüning (1942–2024)
- Thomas Gsella (* 1958)
- Dinçer Güçyeter (* 1979)
- Carl Guesmer (1929–2009)
- Alexander Gumz (* 1974)
- Aldona Gustas (1932–2022)
- Michael Guttenbrunner (1919–2004)
- Lütfiye Güzel (* 1972)

### H
- Irena Habalik (* 1955)
- Peter Hacks (1928–2003)
- Wolfgang Hädecke (1929–2022)
- Arthur Häny (1924–2019)
- Friedrich Hahn (* 1952)
- Ulla Hahn (* 1945)
- Ernst Halter (* 1938)
- Peter Hamm (1937–2019)
- Peter Handke (* 1942)
- Margarete Hannsmann (1921–2007)
- Dirk Uwe Hansen (* 1963)
- Lioba Happel (* 1957)
- Ludwig Harig (1927–2018)
- Caroline Hartge (* 1966)
- Peter Härtling (1933–2017)
- Harald Hartung (* 1932)
- Rolf Haufs (1935–2013)
- Martina Hefter (* 1965)
- Manfred Peter Hein (1931–2025)
- Heinz-Albert Heindrichs (1930–2021)
- Paul Heinrich (1969–2023)
- Hans-Jürgen Heise (1930–2013)
- Margarete Heiß (* 1953)
- Holger Helbig (* 1965)
- Guy Helminger (* 1963)
- Gisela Hemau (* 1938)
- Claus Henneberg (* 1928)
- Klaus Hensel (* 1954)
- Kerstin Hensel (* 1961)
- Alban Nikolai Herbst (* 1955)
- Werner Herbst (1943–2008)
- Günter Herburger (1932–2018)
- Henning Heske (* 1960)
- Rainer Hesse (* 1938)
- Andrea Heuser (* 1972)
- Stefan Heyer (* 1965)
- Regina Hilber (* 1970)
- Wolfgang Hilbig (1941–2007)
- Bruno Hillebrand (1935–2016)
- Christian Ide Hintze (1953–2012)
- Franz Hodjak (1944–2025)
- Gerald Höfer (* 1960)
- Kay Hoff (1924–2018)
- Dieter Hoffmann (1934–2024)
- Margret Hölle (1927–2023)
- Walter Höllerer (1922–2003)
- Rolf Hörler (1933–2007)
- Sandra Hubinger (* 1974)
- Barbara Hundgeburt (* 1943)
- Norbert Hummelt (* 1962)
- Katrine von Hutten (1944–2013)

### I
- Jayne-Ann Igel (* 1954)
- Felix Philipp Ingold (* 1942)

### J
- Hendrik Jackson (* 1971)
- Steffen Jacobs (* 1968)
- Christoph Janacs (* 1955)
- Angelika Janz (* 1952)
- Gerhard Jaschke (1949–2025)
- Gerald Jatzek (* 1956)
- Bernd Jentzsch (* 1940)
- Mathias Jeschke (* 1963)
- Peter Jokostra (1912–2007)

### K
- Heinz Kahlau (1931–2012)
- Lisa Kahn (1927–2013)
- Dieter Kalka (* 1957)
- Axel Karner (* 1955)
- Yaak Karsunke (1934–2025)
- Adrian Kasnitz (* 1974)
- Matthias Kehle (* 1967)
- Odile Kennel (* 1967)
- Luca Kieser (* 1992)
- Rainer Kirsch (1934–2015)
- Sarah Kirsch (1935–2013)
- Wulf Kirsten (1934–2022)
- Karin Kiwus (* 1942)
- Paul Alfred Kleinert (* 1960)
- Calvin Kleemann (* 1993)
- Sina Klein (* 1983)
- Eckart Kleßmann (* 1933)
- Thomas Kling (1957–2005)
- Barbara Maria Kloos (* 1958)
- Matthias Koeppel (* 1937)
- Gerhard Kofler (1949–2005)
- Barbara Köhler (1959–2021)
- Uwe Kolbe (* 1957)
- Alfred Kolleritsch (1931–2020)
- Olly Komenda-Soentgerath (1923–2003)
- Kristiane Kondrat (* 1938)
- Jan Koneffke (* 1960)
- Simone Kornappel (* 1978)
- Wehwalt Koslovsky (* 1972)
- Dagmara Kraus (* 1981)
- Rudolf Kraus (* 1961)
- Helmut Krausser (* 1964)
- Ursula Krechel (* 1947)
- Birgit Kreipe (* 1964)
- Erika Kronabitter (* 1959)
- Michael Krüger (* 1943)
- Hans Kruppa (* 1952)
- Nadja Küchenmeister (* 1981)
- Jan Kuhlbrodt (* 1966)
- Björn Kuhligk (* 1975)
- Johannes Kühn (1934–2023)
- Günter Kunert (1929–2019)
- Thomas Kunst (* 1965)
- Reiner Kunze  (* 1933)
- Fitzgerald Kusz (* 1944)
- Kurt Küther (1929–2012)
- Axel Kutsch (* 1945)

### L
- Augusta Laar (* 1955)
- Stan Lafleur (* 1968)
- Norbert Lange (* 1978)
- Rudolf Günter Langer (1923–2007)
- Christine Langer (* 1966)
- Gregor Laschen (1941–2018)
- Christian Lehnert (* 1969)
- Arnold Leifert (1940–2012)
- Christoph Leisten (* 1960)
- Anton G. Leitner  (* 1961)
- Michael Lentz (* 1964)
- Kurt Leonhard (1910–2005)
- Dagmar Leupold (* 1955)
- Sünje Lewejohann (* 1972)
- Hanna Leybrand (1945–2017)
- Thorsten Libotte (* 1972)
- Till Lindemann (* 1963)
- Monika Littau (* 1955)
- Christian Loidl (1957–2001)
- Sabina Lorenz (* 1967)
- Gerd Hergen Lübben (* 1937)
- Raja Lubinetzki (* 1962)
- Werner Lutz (1930–2016)

### M
- Dominique Macri (* 1981)
- Peter Maiwald (1946–2008)
- Rainer Malkowski (1939–2003)
- Tristan Marquardt (* 1987)
- Uwe Martens (* 1970)
- Kurt Marti (1921–2017)
- Marie T. Martin (1982–2021)
- Virgilio Masciadri (1963–2014)
- Undine Materni (* 1963)
- Frank-Wolf Matthies (* 1951)
- Carola Matthiesen (1925–2015)
- Hartwig Mauritz (* 1964)
- Friederike Mayröcker (1924–2021)
- Christoph Meckel (1935–2020)
- Dieter P. Meier-Lenz (1930–2015)
- Pedro Meier (* 1941)
- Steffen Mensching (* 1958)
- Reinhard Mey (* 1942)
- Elisabeth Meylan (* 1937)
- Karl Mickel (1935–2000)
- Frank Milautzcki (* 1961)
- Franz Mon (1926–2022)
- Alexandra Motschmann (* 1966)
- Dieter Mucke (1936–2016)
- Doris Mühringer (1920–2009)

### N
- Jürgen Nendza (* 1957)
- Peter Horst Neumann (1936–2009)
- Dagmar Nick (* 1926)
- Uwe Nolte (* 1969)
- Helga M. Novak (1935–2013)

### O
- René Oberholzer (* 1963)
- Andreas Okopenko (1930–2010)
- Brigitte Oleschinski (* 1955)
- Albert Ostermaier (* 1967)
- Hasan Özdemir (* 1963)
- Lisa F. Oesterheld (* 1957)

### P
- Bert Papenfuß-Gorek (1956–2023)
- Oskar Pastior (1927–2006)
- Heidi Pataki (1940–2006)
- Kevin Perryman (* 1950)
- Silke Peters (* 1967)
- Dirk von Petersdorff (* 1966)
- Konstanze Petersmann (1942–2021)
- Erich Pfefferlen (* 1952)
- Otti Pfeiffer (1931–2001)
- Martin Piekar (* 1990)
- Richard Pietraß (* 1946)
- Heinz Piontek (1925–2003)
- Rosa Pock (* 1949)
- Mechthild Podzeit-Lütjen (* 1955)
- Johannes Poethen (1928–2001)
- Matthias Politycki (* 1955)
- Rainer Popp (* 1946)
- Steffen Popp (* 1978)
- Marion Poschmann (* 1969)
- Ilse Pracht-Fitzell (* 1926)
- Robert Prosser (* 1983)
- Marianne Pumb (1961–2016)

### R
- Reinhard Rakow (1952–2022)
- Hugo Ramnek (* 1960)
- Klaus M. Rarisch (1936–2016)
- Lutz Rathenow (* 1952)
- Arne Rautenberg (* 1967)
- Arno Reinfrank (1934–2001)
- Christa Reinig (1926–2008)
- Anna Rheinsberg (* 1956)
- Jürgen Rennert (* 1943)
- E. A. Richter (* 1941)
- Karl Riha (* 1935)
- Monika Rinck (* 1969)
- Marcus Roloff (* 1973)
- Slata Roschal (* 1992)
- Thomas Rosenlöcher (1947–2022)
- Hendrik Rost (* 1969)
- Friederike Roth (* 1948)
- Ralf Rothmann (* 1953)
- Andre Rudolph (* 1975)
- Gerhard Rühm (* 1930)
- Peter Rühmkorf (1929–2008)
- Andreas Rumler (* 1955)
- Doris Runge (* 1943)

### S
- Said (1947–2021)
- Peter Salomon (* 1947)
- Horst Samson (* 1954)
- Ulrike Almut Sandig (* 1979)
- Àxel Sanjosé (* 1960)
- Joachim Sartorius (* 1946)
- Walle Sayer (* 1960)
- Ulrich Schacht (1951–2018)
- Hans Dieter Schäfer (* 1939)
- Margot Scharpenberg (1924–2020)
- Rainer Schedlinski (1956–2019)
- Christian W. Schenk (* 1951)
- Johannes Schenk (1941–2006)
- Silke Scheuermann (* 1973)
- Sabine Schiffner (* 1965)
- Rolf Schilling (* 1950)
- Robert Schindel (* 1944)
- Albert von Schirnding (* 1935)
- Evelyn Schlag (* 1952)
- Siljarosa Schletterer (* 1991)
- Ann-Helena Schlüter (* 1976)
- Kathrin Schmidt (* 1958)
- Luise Schmidt (* 1955)
- Sigune Schnabel (* 1981)
- Lea Schneider (* 1989)
- Sabine Scho (* 1970)
- Christel Schöllhammer (* 1938)
- Helmuth Schönauer (* 1953)
- Mathias Schreiber (1943–2019)
- Peer Schröder (1956–2019)
- Raoul Schrott (* 1964)
- Katharina Schultens (* 1980)
- Artur Schütt (1932–2024)
- Julian Schutting (* 1937)
- Rolf Schwendter (1939–2013)
- Daniela Seel (* 1974)
- Hellmut Seiler (* 1953)
- Lutz Seiler (* 1963)
- Leta Semadeni (* 1944)
- Armin Senser (* 1964)
- Werner Söllner (1951–2019)
- Enno Stahl (* 1962)
- Verena Stauffer (* 1978)
- Armin Steigenberger (* 1965)
- Ludwig Steinherr (* 1962)
- Thorsten Stelzner (* 1963)
- Norbert Sternmut (* 1958)
- Ulf Stolterfoht (* 1963)
- Bernd Storz (* 1951)
- Eva Strittmatter (1930–2011)
- Tina Stroheker (* 1948)
- Brigitte Struzyk (* 1946)
- Gerhard Stübner (1943–2021)
- Kundeyt Şurdum (1937–2016)

### T
- Johann P. Tammen (* 1944)
- Hannelies Taschau (* 1937)
- Sabine Techel (1953–2017)
- Christian Teissl (* 1979)
- Holger Teschke (* 1958)
- Ralf Thenior (* 1945)
- Jürgen Theobaldy (* 1944)
- Hans Thill (* 1954)
- Brigitte Thurm (1932–2020)
- Ilse Tielsch (1929–2023)
- Thien Tran (1979–2010)
- Asmus Trautsch (* 1976)
- Hans-Ulrich Treichel (* 1952)

### U
- Christian Uetz (* 1963)
- Günter Ullmann (1946–2009)
- Raphael Urweider (* 1974)
- Anja Utler (* 1973)

### V
- Olaf Velte (* 1960)
- Ludwig Verbeek (1938–2020)
- Guntram Vesper (1941–2020)
- Mischa Vetere (* 1967)
- Alois Vogel (1922–2005)
- Florian Voß (* 1970)

### W
- Achim Wagner (* 1967)
- Jan Wagner (* 1971)
- Richard Wall (* 1953)
- Martin Walser (1927–2023)
- Saskia Warzecha (* 1987)
- Peter Waterhouse (* 1956)
- Rodja Weigand (* 1945)
- Andrascz Weigoni (1958–2021)
- Norbert Weiß (* 1949)
- Theodor Weißenborn (1933–2021)
- Christoph Wenzel (* 1979)
- Michael Wildenhain (* 1958)
- Ron Winkler (* 1973)
- Peter Paul Wiplinger (* 1939)
- Mario Wirz (1956–2013)
- Frantz Wittkamp (* 1943)
- Gabriele Wohmann (1932–2015)
- Orla Wolf (* 1971)
- Ror Wolf (1932–2020)
- Uljana Wolf (* 1979)
- Karl Alfred Wolken (1929–2020)
- Wolf Wondratschek (* 1943)
- Paul Wühr (1927–2016)

### Z
- Peter-Paul Zahl (1944–2011)
- Judith Zander (* 1980)
- Hansjörg Zauner (1959–2017)
- Barbara Zeizinger (* 1949)
- Eva Zeller (1923–2022)
- Joseph Zoderer (1935–2022)
- Annemarie Zornack (1932–2023)
- Gerald Zschorsch (* 1951)